# Arron Perry

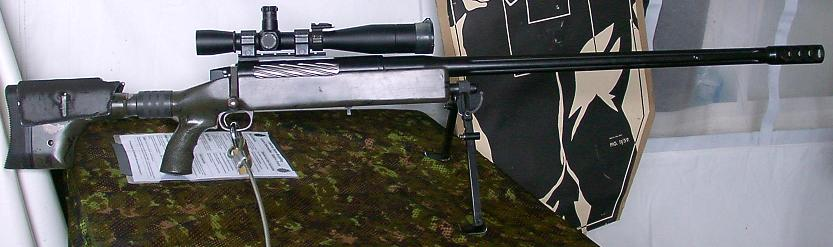
Un fusil McMillan TAC-50 similaire à celui qu'utilisa le caporal chef Arron Perry pour tuer un combattant ennemi à 2310 m.

Arron Perry est un ancien caporal-chef des Forces canadiennes qui en mars 2002 a détenu brièvement le record du tir longue distance au combat avec un ennemi abattu à une distance de 2 310 m. Ce tir dépasse de 24 m le précédent record de Carlos Hathcock qui avait été établi en 1968 pendant la guerre du Viêt Nam.
Le record de Perry a été battu en mars 2002 par un autre membre de son escouade, le caporal Rob Furlong, qui tua un taliban à une distance de 2 430 m.
Perry était membre de Princess Patricia's Canadian Light Infantry, mais commença sa carrière militaire dans une unité militaire d'Halifax, la Princess Louise Fusiliers.

## Carrière militaire
Perry était membre d'une escouade de cinq tireurs d'élite. Ils faisaient partie de la contribution du Canada à l'opération Anaconda en Afghanistan en 2002.
L'équipe se composait du Caporal-chef Graham Ragsdale (commandant de l'équipe), du MCpl Tim McMeekin, du MCpl Arron Perry, du Cpl Dennis Eason et du Cpl Rob Furlong du Princess Patricia's Canadian Light Infantry (PPCLI).
L'escouade de Perry reçut des éloges de l'armée de terre américaine pour avoir abattu un grand nombre de talibans et de combattants d'Al-Qaïda. Lorsque les opérations prirent fin, ces cinq hommes furent recommandés pour la 
Bronze Star. Parmi les exploits de l'escouade, il y eut le tir à 2 430 mètres de distance du caporal Rob Furlong qui tua un soldat d'Al-Qaida qui transportait un RPK. Le tir a été réalisé avec un McMillan TAC-50 qui tire du calibre .50.

## Controverse
Plus tard en 2002, Perry a été soupçonné de conduite déshonorante par les Forces armées canadiennes. Des allégations prétendaient qu'il aurait profané un cadavre ennemi en lui coupant un doigt, lui aurait mis une cigarette aux lèvres et lui aurait placé un écriteau « Fuck le terrorisme » sur la poitrine. La police militaire l'a soupçonné d'avoir déféqué sur un autre cadavre. Après une enquête de dix mois il n'y avait pas suffisamment de preuves pour porter des accusations criminelles, la police militaire n'ayant jamais trouvé de doigt, non plus que l'ADN du cadavre sur le couteau d'Arron Perry.
Des rumeurs sur le record ont commencé à circuler alors que l'enquête était en cours, conduisant certains à spéculer et prétendre plus tard que le coup n'avait pas été tiré par Perry. Dans son édition du 15 mai 2006, l'hebdomadaire Maclean's, a révélé que c'était Furlong et non Perry qui aurait tiré.
En avril 2005, Perry quitta les Forces canadiennes.

## Sources
- (en) Cet article est partiellement ou en totalité issu de l’article de Wikipédia en anglais intitulé « Arron Perry » (voir la liste des auteurs).